# Comuna Rakke
Rakke este o comună (vald) din Comitatul Lääne-Viru, Estonia. Comuna cuprinde un târgușor (alevik), Rakke, reședința comunei și 30 de sate.

## Localități componente

### Târgușoare
- Rakke

### Sate
- Ao
- Edru
- Emumäe
- Jäätma
- Kaavere
- Kadiküla
- Kamariku
- Kellamäe
- Kitsemetsa
- Koila
- Koluvere
- Kõpsta
- Lahu
- Lammasküla
- Lasinurme
- Liigvalla
- Mõisamaa
- Mäiste
- Nõmmküla
- Olju
- Padaküla
- Piibe
- Räitsvere
- Salla
- Sootaguse
- Suure Rakke
- Tammiku
- Villakvere
- Väike Rakke
- Väike Tammiku